# Oxymachaeris xanthophylla
Oxymachaeris xanthophylla är en fjärilsart som beskrevs av Edward Meyrick 1931. Oxymachaeris xanthophylla ingår i släktet Oxymachaeris och familjen äkta malar.
Artens utbredningsområde är Sierra Leone. Inga underarter finns listade i Catalogue of Life.